# Marta Mateus
Marta Mateus (Estremoz, 1984) es una actriz, guionista, directora y productora de cine portuguesa especialmente conocida por  Farpões Baldios (2017) y  Fogo do vento (2024) que recibió el Premio especial del jurado en el Festival Internacional de Cine de Gijón 2024.

## Biografía
Nació en Estremoz, en la región de Alentejo, donde vivió hasta los 10 años en una casa sin electricidad. Esta zona y sus gentes han servido de inspiración en sus trabajos cinematográficos.
“No pudieron enviarme a la escuela. Quería estar con gente en el campo. Me contaron sus historias, cómo eran de niños, cómo era compartir una sardina con diez personas” (cómo era tocar puertas para pedir aceite de oliva que ya se usaba para untar en el pan). “Esta era la realidad de más de la mitad del país. Muchas de estas personas eran analfabetas. Pero sabían contar historias”.
Estudió filosofía en la Universidad Nova de Lisboa y dibujo y fotografía en ar.co Centro de Arte y Comunicación Audiovisual de Lisboa, además de formarse también en música y teatro. A principios del 2000 empezó a trabajar como actriz y ayudante de dirección. También ha trabajado como profesora de teatro y de cine.
En 2017 Farpões, Baldios, estrenó su primera película como directora y guionista en la Quincena de Cineastas del festival de Cannes 2017. En el corto de 25' los campesinos de la región de Alentejo que tras la Revolución de los Claveles ocuparon las grandes propiedades donde estuvieron sometidos al poder de sus amos, cuentan su historia a los jóvenes de hoy.Esta primera película fue seleccionada en decenas de festivales y mostras de cine en todo el mundo, premiada y considerada por la crítica una de las mejores películas de 2017. La obra se presenta en diálogo con la película del maestro portugués Manoel de Oliveira: O PÃO (El Pan) (1951).Les Magiciens de Wanzerbé, de Jean Rouch, También fue presentada en el MoMa, junto a la obra Trás-os-montes de los cineastas António Reis y Margarida Cordeiro.
En 2018 creó Clarão Companhia, una estructura dedicada a la producción y desarrollo de proyectos de cine y vídeo, literatura y otras obras artísticas colectivas.As Filhas do Fogo, del cineasta Pedro Costa, estrenada en la Selección Oficial del Festival de Cannes, fue su primera producción.
En 2018-2019 fue miembro artista de la Casa de Velázquez donde continuó con su trabajo de investigación con el foco del Alentejo sobre las leyendas y creencias que recorren su historia. En 2024 estrena el largometraje Fogo do vento también rodada en el Alentejo. Trabajadores de un viñedo se ven obligados a subir a los árboles para librarse de un toro que merodea en los campos. Durante este tiempo, encaramados a los árboles, reflexionan sobre sus condiciones de trabajo mezclando tiempos históricos con la opresión cotidiana que sufren. La película, producida por el cineasta Pedro Costa es seleccionada en la competición internacional de Locarno.la película ha pasando por festivales como el New York Film Festival, Mostra Internacional de Cinema de São Paulo,  entre otros. Esta segundo obra es producida en Clarão Companhia por Marta Mateus al lado del cineasta Pedro Costa (cineasta), Casa Azul por Fabrice Aragno y Les Films D'Ici por Richard Copans.
En noviembre de 2024 se presentó en la sección oficial del Festival Internacional de Cine de Gijón siendo distinguida con el Premio especial del Jurado. "El primer largometraje de Marta Mateus constituye una de las obras más relajadas y relajantes para el espectador que hemos visto este año. Con ecos de Kiarostami y del propio Costa, compromiso ético y político inquebrantables y una construcción que, parafraseando a Straub y Huillet, no bloquea la imaginación del espectador, la película fluye desde lo más pequeño hasta lo cósmico y contiene algunos de los momentos musicales más sorprendentes y conmovedores que ha dado el cine en 2024" destaca Alejandro Díaz Castaño director del FICX.

## Filmografía
Como directora y guionista
- Farpões, Baldios (2017)
- Fogo do vento (2024)

Como actriz (selección)
- La balsa de piedra (2002) de George Sluizer
- André Valente (2004)
- A Zona (2008)
- Na Escola (2010) de Jorge Gramez
- Alfama (2010) de João Viana
- Setembro (2016) de Leonor Noivo

## Premios y reconocimientos

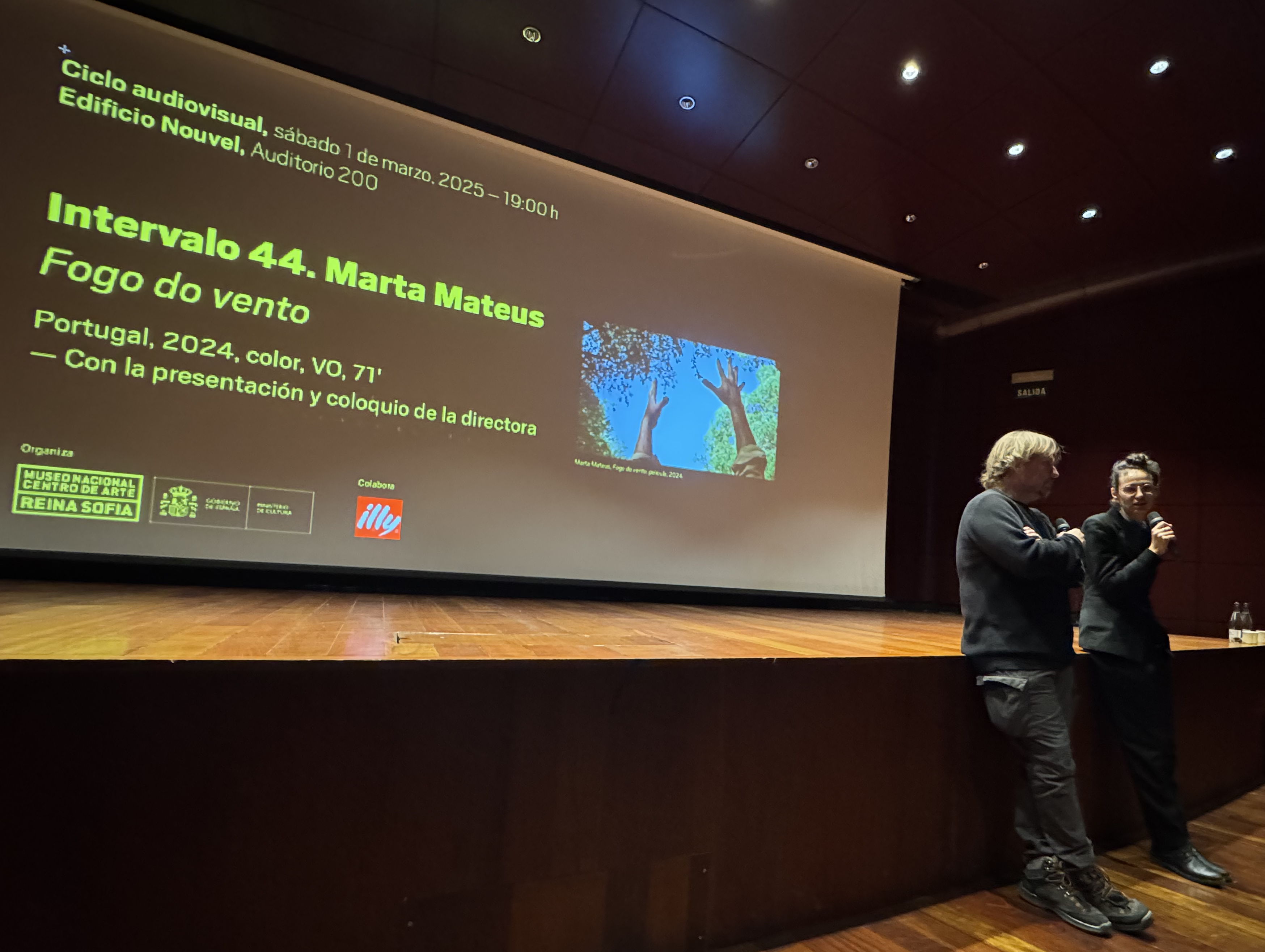
Coloquio sobre Fogo do vento en el Museo Reina Sofía de Madrid (2025)

Farpões, Baldios (2017) fue seleccionada en festivales como el Festival de Cine de Nueva York, Viennale, Mar del Plata o Courtisane y ha obtenido los premios: 
- Gran Premio del Festival de Vila do Conde,[23]

- Gran Premio del Hiroshima Film Festival[24]
- Premio Camira del Festival de Verín

Fogo do vento (2024)
- Premio especial del Jurado. Festival Internacional de Cine de Gijón[1]
- Premio mejor dirección en Festival Caminhos do Cinema Português de Coimbra.[25]
- Seleccionada para el programa "Intervalos" del Museo Reina Sofía de Madrid.[26]